# كأس دانون للأمم
كأس دانون للأمم هي دورة عالمية لكرة القدم مخصصة للأطفال مابين سن ال10 و 12، تنظم كل سنة منذ 2000.
كل سنة، حوالي 2.5 مليون طفل من 34000 مدرسة و 11000 ناد، يشكلون 32 فريقا للمشاركة في هذه المنافسة .
بعد كأس العالم 1998 قررت شركة دانون إقامة بطولة عالمية سنوية للفئة السنية (أقل من 12 سنة)، و تم تنظيمها في السنوات الأولى بفرنسا.
من عشر سنوات خلت، عين الفرنسي زين الدين زيدان سفيرا لهذه البطولة.

## البطولات

### ذكور
| السنة | المكان                                             | البطل          | الوصيف     |
| ----- | -------------------------------------------------- | -------------- | ---------- |
| 2000  | ملعب حديقة الأمراء، باريس                          | فرنسا          | تركيا      |
| 2001  | ملعب حديقة الأمراء، باريس                          | لا ريونيون     | هولندا     |
| 2002  | ملعب حديقة الأمراء، باريس                          | الأرجنتين      | هولندا     |
| 2003  | ملعب حديقة الأمراء، باريس                          | جنوب إفريقيا   | البرتغال   |
| 2004  | ملعب حديقة الأمراء، باريس                          | إسبانيا        | سويسرا     |
| 2005  | ملعب جيرلون، ليون                                  | روسيا          | تركيا      |
| 2006  | ملعب جيرلون، ليون                                  | لا ريونيون     | سويسرا     |
| 2007  | ملعب جيرلون، ليون                                  | جنوب إفريقيا   | فرنسا      |
| 2008  | ملعب حديقة الأمراء، باريس                          | فرنسا          | روسيا      |
| 2009  | ملعب أورلاندو، جوهانسبورغ                          | جنوب إفريقيا   | سويسرا     |
| 2010  | ملعب أورلاندو، جوهانسبورغ                          | المكسيك        | الأوروغواي |
| 2011  | سانتياغو بيرنابيو، مدريد                           | البرازيل       | تايلاند    |
| 2012  | ملعب وارسو الوطني، وارسو                           | كوريا الجنوبية | اليابان    |
| 2013  | ملعب ويمبلي، لندن                                  | فرنسا          | البرازيل   |
| 2014  | أرينا كورينثيانس، ساوباولو                         | اليابان        | باراغواي   |
| 2015  | ملعب مراكش، مراكش                                  | المغرب         | المكسيك    |
| 2016  | ملعب فرنسا، سان دوني                               | ألمانيا        | اليابان    |
| 2017  | ملعب ريد بول أرينا (نيو جيرسي)، هاريسون (نيوجيرسي) | المكسيك        | الأرجنتين  |
| 2018  | ملعب آر سي دي إي، برشلونة                          | البرازيل       | المجر      |
| 2019  | ملعب آر سي دي إي، برشلونة                          | المكسيك        | إسبانيا    |

### إناث
| السنة | المكان                                             | البطل    | الوصيف  |
| ----- | -------------------------------------------------- | -------- | ------- |
| 2017  | ملعب ريد بول أرينا (نيو جيرسي)، هاريسون (نيوجيرسي) | البرازيل | كندا    |
| 2018  | ملعب آر سي دي إي، برشلونة                          | فرنسا    | إيطاليا |
| 2019  | ملعب آر سي دي إي، برشلونة                          | إسبانيا  | فرنسا   |

## روابط خارجية
- الموقع الرسمي